# ターゲットI
ターゲットIは、1989年3月にSANKYOが発売した、役物に玉を導くクルーンと5つ穴の回転体役物が配置されているパチンコ機のシリーズ名。ターゲットIの1機種がある。

## 概要
回転体役物による振り分けを用いた普通機。クルーン搭載のスーパーコンビ以降、振り分け型の後継機としてはビッグウェーブと並ぶ代表機種である。大当たりの振り分けには縦に動いている5つ穴の回転体役物が用いられており、役物が回転するスピードも一定で、5つの穴の間隔も等しいので1/5の確率で大当たりとなる。当時、店の営業方針によっては大当たり確率を2/5として営業している店もあった。不確定要素が多いクルーンによる大当たりよりも確率のバラツキが少ないという点で、店側も損益分岐点が立てやすいと言われていた。
回転盤の裏側はこうなっている。モーターによって、常に右まわりに回転、速度も一定だ。よって、クセが現れない—『パチンコ攻略マガジン11月号』p5
出玉を獲得する箇所が電チューとなっているため、大当たりを消化するスピードが極めて速かったのも特徴である。

本機同様の特定箇所への入賞後に打ち止めまで出玉を獲得することが可能な一発台は、釘調整にもよるが、役物への入賞コースは2種類以上あるのが一般的で、玉を打ち出すストロークも何パターンか存在する。しかし、本機の場合はクルーンへ入賞させるためのストロークは限られており、ぶっ込み狙いのストロークが基本的な打ち方となる。台の良し悪しの判別もしやすい機種であった。ぶっ込み狙いをした場合、天下釘から山釘へ飛び、そのまま左サイドに抜けることなく、最終的には誘導釘にバウンドしてクルーンに入賞することが多い。本機のゲージ構成上、誘導釘に当たることなくしてクルーンへ入賞することはほぼない。誘導釘が真っ直ぐな場合と、下がっている場合と、左下に傾いている場合と、右下に傾いている場合の4パターン存在した場合に最も命釘を通過してクルーンに飛び込む割合が高いのは右下に傾いている場合である。本機に搭載されているクルーンの構造はビッグウェーブと同じである。

大当たりを狙う上で重要となる釘は、誘導釘の次にクルーンへ玉が飛び込むための命釘である。この命釘の下側の釘が真っ直ぐの状態と、左に傾いている場合と、右に傾いている場合で比較すると、最もクルーンに玉が飛び込む割合が高かったのは、左側に傾いている状態であった。右側に傾いている場合と左側に傾いている場合を比較すると倍以上の入賞率の差が出ることが確認されており、命釘の調整次第でクルーンへの入賞率は大きく異なる。
同時期に発売された機種として、同社から1990年に発売されたスウィングⅠやダンシングヒーローなどがある。

## スペック
- ターゲットI
  - 賞球数 ALL13

## 演出
大当たりを獲得するためには盤面上部に配置されているクルーンに玉を入賞させる必要があり、クルーン内で回転した後に落下して回転体役物に拾われる。回転体役物は、常に1周約2.4秒の速度で右回転していて、クルーンを通過した玉は5つ穴のいずれかに落ちる。

回転体役物の5つある穴の形状は3種類あり、長い穴に入賞するとハズレとなり、賞球数13個の払い出しがあるのみである。長い穴は5つの穴のうち3箇所で、残りの2つの穴はチューリップと連動しており、カギ型の穴に入賞すると盤面左肩に配置されているチューリップが開き、短い穴に入賞すると盤面右肩のチューリップが開く仕様である。左右いずれかのチューリップが開いた状態になると、チューリップの先端に玉が弾かれるようになるので、盤面下部に配置されている「GO」チューリップへの入賞を可能にする大当たりルートが作られるようになる。左右のどちらをメインの大当たりルートとするかは店によって異なっていた。一般的には右を入賞ルートとして1/5で大当たりと設定している店が当時は多かった。GOチューリップに入賞するたびに盤面下部左右に配置されているチューリップがそれぞれ約6秒開放される。この左右落としのチューリップが開放されている間にGOチューリップに再度入賞した場合は、最大3個まで記憶され、順次左右落としのチューリップが開放されていく。

GOチューリップに入賞し、左右のチューリップが開放された大当たり状態になると流れるBGMはかっこうワルツである。

## コンシューマ移植
- Victory-ZONEシリーズ(プレイステーション用)
  - 『Victory-ZONE2』(ソニー・コンピュータエンタテインメント、1996年9月20日発売、SCPS-10025、JAN-4948872100250)にターゲットIが収録。